# Thrush Green
Thrush Green ist eine Romanreihe der englischen Schriftstellerin Miss Read.
Sie erzählt Geschichten über die Bewohner des Dorfes Thrush Green.

## Titel
- 1959 Ein Tag im Mai (Thrush Green)
- 1961 Winter auf dem Lande (Winter in Thrush Green)
- 1978 Harold auf Freiersfüßen (Return to Thrush Green)
- 1981 Lästermäuler und Klatschbasen (Gossip from Thrush Green)
- 1983 Sommerleid und Winterfreud (Affairs at Thrush Green)
- 1990 Gute Nachbarn und andere Freunde (Friends at Thrush Green)
- 1995 Turbulenzen auf dem Lande (The Year at Thrush Green)

## Charaktere

### Harold und Isobel Shoosmith
Harold war früher beruflich in Afrika tätig und ist nach seiner Pensionierung nach Thrush Green gezogen, weil dort der von ihm sehr bewunderte Missionar Nathaniel Patten geboren wurde, für den er eine Statue auf dem Dorfplatz organisierte. Er ist sehr attraktiv und nicht wenige Frauen hätten sich glücklich geschätzt, die Ehe mit ihm eingehen zu können. Er ist ein stützendes Mitglied der Gemeinde, hilfsbereit und großzügig und wohnt in einem sehr schönen Haus.
Isobel ist eine sehr attraktive Frau in den späten 50ern. Sie war früher mit Agnes Fogerty im Internat. Nach dem Tod ihres ersten Mannes suchte sie lange Zeit ein Haus in Thrush Green. Harold half ihr bei der Suche, die jedoch erfolglos blieb. Allerdings verliebten sich die beiden ineinander und heirateten. Isobel zog in Harolds Haus, und ihre Häusersuche hatte ein Ende.

### Betty Bell
Betty ist die plappermäulige Putzfrau von Harold und Isobel, Dotty Harmer und verschiedener Haushalte sowie der Schule. Da sie viel herumkommt, erfährt sie auch vieles. Diesen Dorfklatsch trägt sie weiter, ob man ihn nun hören will, oder nicht, während sie mit Putzlappen und Staubsauger tatkräftig hantiert. Im Grunde genommen ist sie aber eine gute Seele.

### Dotty Harmer
Dotty ist eine verrückte alte Jungfer, geschmacklos gekleidet, die Tiere über alles liebt und als Ökofreak bezeichnet werden kann. Sie wohnt in einem Haus im Lulling Forst zusammen mit einer Ziege, ihrer Hündin Flossie, diversen Katzen und Hühnern. Ihr Haus ist unorganisiert, chaotisch und etwas verdreckt. In allerbester Absicht stellt sie Elixiere, Tränke, Marmeladen und Säfte her, die schmecken, kräftigen und heilen sollen. Allerdings verursachen sie bei den Konsumenten „Dottys Flotten“, eine in Thrush Green und Umgebung bekannte und gefürchtete Darminfektion. Der Inhalt von so manchem Glas landet, wenn die Beschenkten klug sind, im nächsten Gebüsch, wo er keinen Schaden mehr anrichten kann. Dottys Ziege versorgt Ella mit Milch. Irgendwann zieht ihre Nichte Connie zu ihr, damit Dotty nicht mehr ohne Aufsicht ist und nicht ins Altersheim ziehen muss. Dottys Vater war früher der gefürchtete und gehasste Dorfschullehrer, der mit Prügel und Beschimpfungen alle Kinder, vor allem seine Tochter, auf Jahre hinaus beeinflusste.
Kit Armitage und Connie Armitage, geb. Harmer
Kit hat früher in Thrush Green gelebt, ging dann aber ins Ausland und kehrt als ca. 70-jähriger wieder zurück. Er sucht ein Haus und freundet sich mit Connie an. Er verliebt sich in sie und sie heiraten. Er zieht in das Haus von Dotty ein, es wird ein Anbau für Dotty erstellt, und Connie und Kit wohnen im Haus.
Connie ist Dottys Nichte. Ihr gehört ein Hof mit Pferdezucht, den sie jedoch irgendwann verkaufen muss und zu ihrer Tante zieht, damit diese unter Aufsicht sein kann. Sie verliebt sich in Kit und beide trauen sich zuerst nicht, sich ihre Zuneigung zu gestehen.
Charles und Dimity Henstock
Charles ist der Pfarrer in St. Andrews, der Kirche von Thrush Green, später erweitert sich seine Pfarre um Nidden, Lulling und Lulling Forst. Er ist ca. Ende fünfzig, glatzköpfig und ein vollkommen naiver und gutmütiger Mensch, der in seinen Mitmenschen nur das Gute sieht, und mit dieser Sichtweise auch nicht enttäuscht wird. Wenn es hart auf hart kommt, kann er sich jedoch auch durchsetzen. Seine erste Frau verstarb, und er lebte lange Jahre allein, nur versorgt von einer nachlässigen und faulen Haushälterin in einem düsteren, viktorianischen Haus, in dem es zog wie Hechtsuppe, und das unmöglich zu heizen war. Irgendwann lernte er Dimity kennen und warb um sie. Die beiden heirateten.
Dimity lebte mit ihrer besten Freundin Ella Bembridge in einem Haus zusammen. Dimity ist gutmütig, ruhig und anpassungsfähig. Ihr tut Charles leid, und da es gar nicht so übel ist, eine Pfarrersfrau zu sein, erhört sie sein Werben und heiratet ihn. Als die beiden einmal für ein paar Tage verreisen, brennt über Nacht das Pfarrhaus völlig ab. Lange Zeit wohnen die beiden zur Untermiete, bis sie in Lulling ein wunderhübsches Haus von der Kirche gesponsert bekommen.

### Ella Bembridge
Ella ist eine große, dicke Frau, die schlampige Zigaretten dreht, viel raucht und lange mit Dimity gewohnt hat. Sie wirkt nach außen ein bisschen barsch, ist jedoch eine sehr gute und zuverlässige Freundin. Ella bastelt und handarbeitet viel. Sie beglückt ihre Freunde zu Weihnachten z. B. mit selbst gewebten, kratzigen Schals, die diese selten oder nie tragen. Sie wird von Dotty mit Ziegenmilch beliefert.

### Winnie Bailey und Jenny
Winnie ist die Witwe des Dorfarztes Dr. Donald Bailey. Sie kennt alle im Dorf und ist immer eine verschwiegene Arztfrau gewesen, und jeder in Thrush Green schätzt sie. Sie hat Jenny als ihre Haushälterin und Freundin bei sich aufgenommen.
Jenny ist Winnies Haushaltshilfe, Freundin und Mitbewohnerin. Als Jenny nach dem Tod ihrer Eltern völlig allein da stand, hat Winnie sie zu sich genommen. Jenny wird eine Weile von Percy Hodge umworben, entscheidet sich jedoch für ein geruhsames Leben im Haus der Arztwitwe.

### Edward und Joan Young
Edward ist der Architekt im Dorf. Er entwirft und baut das neue Altenwohnheim an der Stelle, an der das düstere, viktorianische Pfarrhaus gestanden hatte, nachdem die Kirche den Grund an die Gemeinde verkauft hatte. Es wird ein wintergartenähnlicher Anbau erstellt, doch wie sich später herausstellt, ist dieser nicht groß genug. Edward ist ein Perfektionist und macht sich Vorwürfe, dass er schlecht geplant und der Anbau zu klein geworden ist.
Joan ist Edwards Frau. Sie ist Hausfrau und die beiden haben einen Sohn, Paul. Joans Eltern ziehen mit in das Haus ein – eigentlich gehört es ihnen. Die Stallungen werden umgebaut, und zwei wunderschöne Wohnungen entstehen. Erst stirbt der Vater, ein paar Jahre später die Mutter.

### Ben und Molly Curdle, geb. Piggott
Ben ist der Enkel der ehemaligen Jahrmarktsbesitzerin und hochangesehenen Zigeunerin Mrs. Anne Curdle, die bereits verstorben und auf dem Friedhof in Thrush Green begraben liegt. Ben ist, nachdem seine Eltern früh verstarben, mit der Großmutter und dem Jahrmarkt durch die Lande gezogen. An jedem 1. Mai kamen sie nach Thrush Green und irgendwann haben Ben und Molly sich ineinander verliebt. Sie mussten ein Jahr warten, bis sie dann endgültig zusammenkommen konnten. Ben ist groß, dunkelhaarig, ruhig und schüchtern. Weil das Geschäft für so einen kleinen Jahrmarkt schlecht lief, haben sie alles für einen guten Preis verkauft, sind im Dorf heimisch geworden und wohnen in einer der ausgebauten Wohnungen bei den Youngs. Ben hat eine Arbeit als Autoschlosser gefunden. Er ist sehr zuverlässig. Molly und er haben einen Sohn, George. Später bekommen sie noch eine Tochter, die sie Anne, nach seiner Großmutter, nennen, weil sie hoffen, dass die Kleine den guten, starken Charakter der Urgroßmutter besitzt.
Molly ist die Tochter von Albert Piggott und seiner ersten Frau. Sie hat alle die Jahre ihrem Vater nach dem Tod der Mutter den Haushalt gemacht. Als sie jedoch Ben heiratete und mit ihm durch die Lande fuhr, war damit Schluss. Nach der Rückkehr nach Thrush Green wird sie die Haushaltshilfe der Youngs. Schließlich war sie früher Paul Youngs Kindermädchen. Zuerst verachtet Molly die zweite Frau ihres Vaters Albert, doch irgendwann lernt sie sie schätzen.

### Albert und Nelly Piggott
Albert ist der Friedhofswärter, Küster und Totengräber im Dorf. Er ist ein griesgrämiger, hagerer und ungepflegter Kerl, der schon morgens, sobald die Kneipe Die zwei Fasane öffnet, ein Bierchen kippen geht. Er reißt sich nicht um Arbeit, und sein Haus ist ein verkommenes Loch, seit seine Frau tot ist, und seine Tochter Molly ihn nicht mehr versorgt. Durch das ewige Bier Trinken und auswärts Essen hat er Magenprobleme. Eines Tages steht plötzlich seine alte Schulkameraden aus Kindertagen, Nelly, vor seiner Tür. Nelly bezirzt ihn, und sie heiraten.
Nelly ist die zweite Frau von Albert. Eines Tages kommt sie nach Jahren aus dem Nichts und heiratet Albert, um versorgt zu sein. Von Liebe kann zwischen den beiden keine Rede sein, es dürfte sich hier um eine geduldete Zweckgemeinschaft handeln. Nelly ist drall und hat gut und gerne ihre einhundert Kilo. Sie kocht hervorragend und äußerst reichhaltig und wienert Alberts Haus, bis es glänzt. Irgendwann verlässt sie Albert und zieht zum „Heizölkerl“, dem charmanten Charlie, dem Mann der das Heizöl bringt, und dem sie einige Jahre verfallen war. Eines Tages steht sie wieder vor Alberts Tür und wird auch widerwillig aufgenommen. Doch kurz danach verlässt sie ihren Mann ein zweites Mal und zieht wieder zu Charlie. Der betrügt sie, schmeißt sie raus und heiratet eine andere. Nachdem Nelly im ganzen Dorf wegen ihrer Flatterhaftigkeit unten durch ist, hat sie es schwer, ein zweites Mal aufgenommen zu werden. Sie gilt als vulgär und ehrlos, erarbeitet sich jedoch ihren Respekt nach und nach zurück. Sie findet einen Vertretungsjob in der Küche des Fuchsienbusches, einer Teestube in Lulling. Dort schlägt sie wegen ihrer Koch-, Putz- und Backkünste derart gut ein, dass sie Mitinhaberin wird. Als die Besitzerin erkrankt und stirbt, erbt Nelly den Fuchsienbusch und ist fortan wieder angesehen und kann ihr eigenes Geld verdienen um unabhängig von Albert zu sein. Sie geht in ihrer Arbeit auf und ist sehr glücklich.

### Percy und Gladys Hodge, geb. Lilly
Percy ist der Bauer im Dorf. Er versorgt die Gemeinde beim Guy-Fawkes-Day mit Lagerfeuerkartoffeln und ist seit dem Tod seiner geliebten Frau Gertie ständig auf Brautschau. Da er schon im fortgeschrittenen Alter ist, macht er sich damit lächerlich, als er einige Wochen lang Jenny umwirbt. Als diese sich gegen ihn entscheidet und bei Winnie Bailey bleibt, versucht er es bei Doris, einer Bedienung in einer Kneipe in Lulling. Die beiden heiraten, doch die Ehe ist nicht glücklich. Doris verlässt ihn und sie lassen sich scheiden. Wieder auf Brautschau, versucht er es bei der jungen, asozialen Emily Cooke. Diese heiratet jedoch heimlich einen Mann aus der Umgegend, und Percy versucht es bei Doreen Lilly. Als diese krank wird, fährt er Gladys Lilly, Doreens Mutter, mehrmals ins Krankenhaus und die beiden freunden sich an. Gladys und Percy heiraten, und die lächerlichen Brautschauen haben ein Ende. Percy hat ein gutes Herz und will doch eigentlich nur versorgt sein, er ist kein schlechter Kerl.

### Bertha, Ada und Violet Lovelock
Drei magere jüngferliche wohlsituierte Schwestern zwischen siebzig und achtzig, die in einem alten Haus in Lulling, gleich neben dem Fuchsienbusch wohnen. Sie horten Silber in jeder Form, was sie den Bewohnern von Thrush Green und Lulling bei diversen Besuchen abquatschen oder einfach spontan ohne deren Wissen und Billigung mitnehmen. Bertha ist die älteste, Ada die mittlere und Violet die jüngste. Sie regelt alle Angelegenheiten der Schwestern. Alle drei waren nie verheiratet. Violet jedoch war in ihrer Jugend verliebt in Kit Armitage. Die drei sind extrem geizig und erlauben sich hauptsächlich fettfreie und kalte Nahrung, weil deren Zubereitung keinen Strom kostet. Bertha beginnt irgendwann ein bisschen senil zu werden. Sie stiehlt im Fuchsienbusch Gebäck und kleine Marmeladengläschen und hortet plötzlich große Teile des gemeinsamen Haushalts und Schmucks in ihrem Zimmer. Violet übernimmt eines Tages die undankbare Aufgabe, allen früheren Besitzern der Silberteile ihre Schätze zurückzugeben.

### Dorothy Watson
Dorothy war jahrelang die Schulleiterin der Dorfschule von Thrush Green. Sie lebte als Jungfer im Lehrerhaus neben der Schule. Als sie sich eines Tages die Hüfte verletzt, kümmert sich ihre zweite Lehrerin, Agnes Fogerty, rührend um sie. Als deren Zimmer anderweitig vermietet werden soll, bietet Dorothy Agnes an, ins Lehrerhaus zu ziehen, und die beiden beschließen, bald in Rente zu gehen. Allerdings verschiebt sich das um einige Jahre nach hinten, aber irgendwann verlassen die beiden Thrush Green und ziehen in ein Haus nach Barton on Sea, ihre Vorstellung vom Paradies. Dort ist Dorothy ein bisschen verliebt in den blinden Nachbarn Teddy, dem sie aus Tageszeitungen vorliest. Als der eine andere Nachbarin heiratet, ist Dorothy arg geknickt, kommt aber drüber hinweg.

### Agnes Fogerty
Agnes war jahrelang die zweite Lehrerin der Dorfschule und unterrichtete die Kleinen. Sie wohnte in einem sehr schönen Zimmer außerhalb Thrush Greens, doch als ihre Vermieterin Eigenbedarf anmeldete, zog sie zu Dorothy ins Lehrerhaus. Nach der Pensionierung zieht sie mit ihrer Freundin nach Barton-on-Sea. Die beiden leben sehr friedlich und genügsam als alte Jungfern miteinander, wobei Agnes eindeutig die graue Maus ist. Als sich ihre ehemalige Chefin Dorothy in Teddy verliebt, macht sie sich ernsthaft Sorgen, die am Ende jedoch unbegründet sind.